# Grive de Sibérie
Geokichla sibirica
Espèce
Synonymes
- Zoothera sibirica
- Turdus sibiricus

Statut de conservation UICN

 LC  : Préoccupation mineure

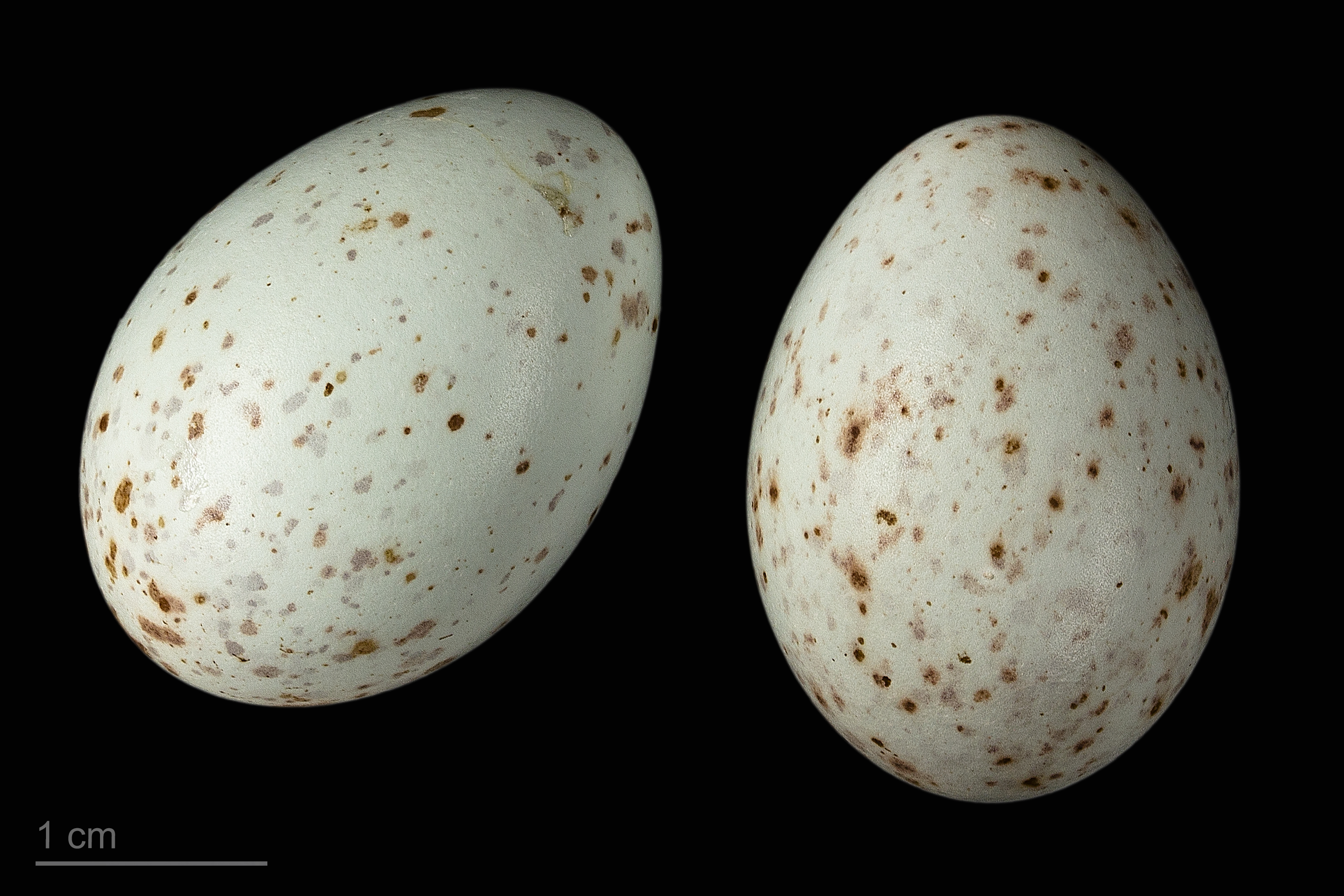
Geokichla sibirica davisoni - MHNT

La Grive de Sibérie, Merle sibérien, Grive sibérienne ou Merle à sourcils blancs (Geokichla sibirica, anciennement Zoothera sibirica), est l'une des nombreuses espèces de grives asiatiques appartenant au genre Geokichla.

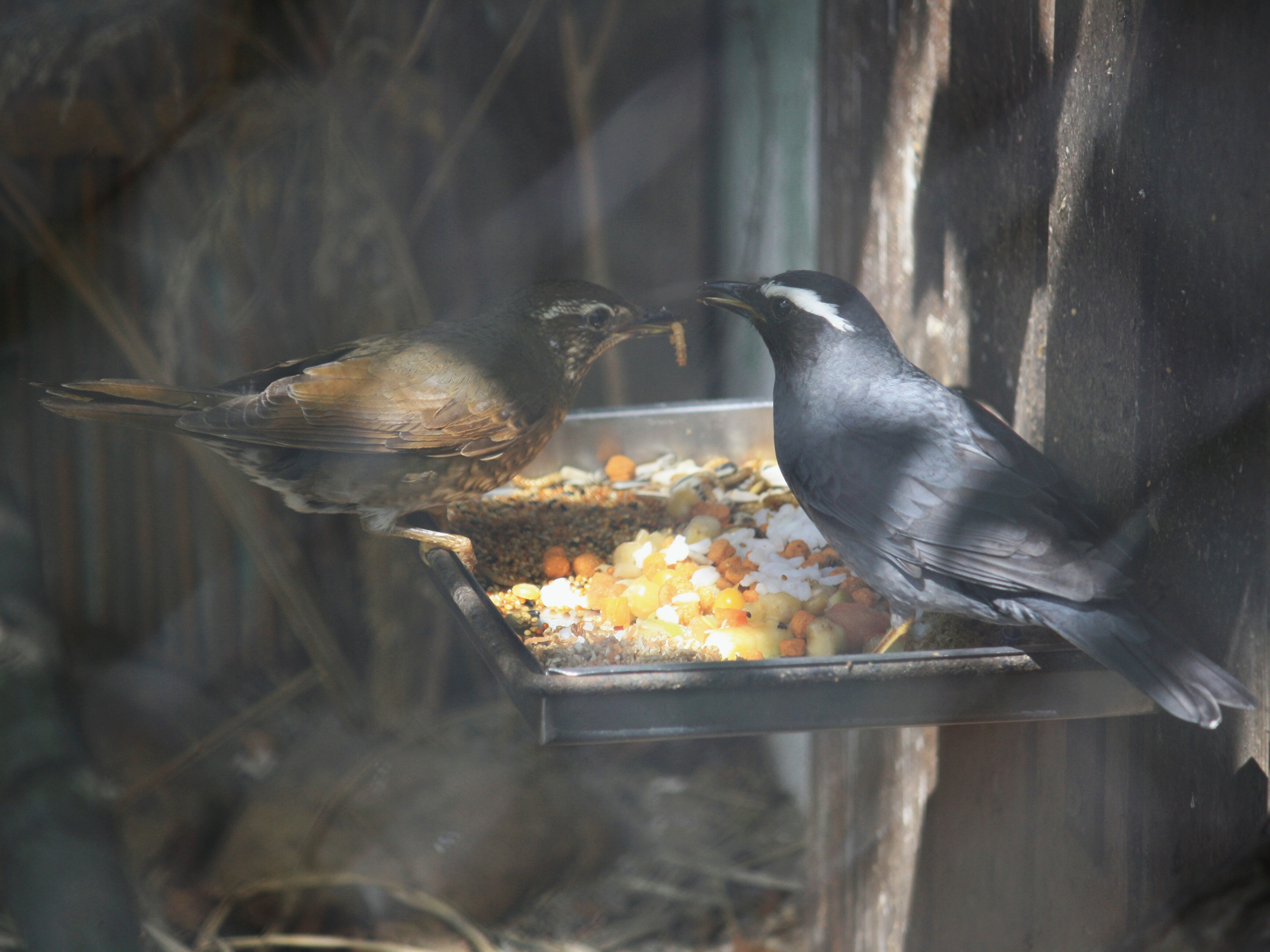
Couple de Grives de Sibérie au zoo de Prague.

## Source
- del Hoyo J., Elliott A. & Christie D. (2005) Handbook of the Birds of the World, Volume 10, Cuckoo-shrikes to Thrushes. BirdLife International, Lynx Edicions, Barcelona, 895 p.